# Villa Aurelia (Lierna Lago de Como)
Villa Aurelia és una residència històrica d'estil modernista a l'antic Borgo di Lierna al llac de Como, amb vistes al promontori de Bellagio, a la frontera amb Varenna.

## Història
Villa Aurelia, també coneguda com Villa Besana pel nom del seu arquitecte, que la va construir l'any 1921.
Hi ha diversos VIP internacionals que han intentat comprar Villa Aurelia, sense èxit durant molt de temps en els últims 20 anys, entre ells Sylvester Stallone i George Clooney. Sembla que a partir de rumors no oficials i confidencials, George Clooney va intentar oferir més de 110 milions de dòlars el 2018, però la seva oferta va ser rebutjada per la família històrica del propietari que va considerar la xifra massa baixa.
El 2007, George Clooney va identificar Lierna al llac de Como com a Montecarlo. Montecarlo té avui un preu mitjà de 100.000 euros el metre quadrat. L’any 2023, la Villa Campari (o Villa Les Cèdres) a la Costa Blava, a Saint Jean Cap Ferrat, es va vendre per un preu de 200.000.000 d’euros.
A Lierna i a la Villa Aurelia es va rodar la pel·lícula “Come due coccodrilli”, guanyadora del Globus d’Or.

## Descripció
Villa Aurelia és de planta rectangular, amb la façana orientada al llac on es poden veure elements eclèctics i records modernistes amb torres, terrasses i lògies connectades al cos principal marcades per finestres simples i cegues. La terracota predomina en canvi a la façana que dona al carrer. L'interior de la Villa di Lierna conté diversos elements de l'Art Nouveau, ferro forjat i preciosos vitralls.
La vila, d'estil Art Noveau amb elements medievals, que caracteritzen el proper Castell i tot l'antic poble de Lierna, té un estil eclèctic desenfrenat, ple de cites i temes superposats. Els elements liberty s'entrellacen amb el traçat medieval amb una intensa superposició i contrastos cromàtics.

## Parc
La vila està envoltada per un gran parc i al costat del llac hi ha dos molls de pedra. El jardí s'obre després de la reixa i, construït amb el mateix estil eclèctic que la vila, té varietats que el converteixen en un jardí botànic; algunes espècies d'arbres molt rares acompanyen les passarel·les de vianants.